# 虹のナターシャ
『虹のナターシャ』（にじのナターシャ）は、講談社の『mimi』に1995年から1997年にかけて連載された、林真理子原作・大和和紀作画の漫画。
林が毎回少女漫画用に原案を書き、原稿ができてから毎回打ち合わせをしてから大和がそれを漫画にしていたため、原稿の遅い林をたびたび大和が待つことが多かった。
時代は昭和初期。日露混血の娘・ナターシャを主人公とする。

## 主な登場人物
蘭子・ナターシャ本作の主人公。ジャズクラブの歌手
三条薫帝都シンフォニーの指揮者
アナスタシア
ナターシャの母。ロシアの歌姫

呉竹公弥男爵
ナターシャの父。重い病を患っている

呉竹梅子
呉竹男爵の長女、ナターシャの異母姉。
薫に好意を寄せていたが……。

## 舞台化
宝塚歌劇雪組により、1996年にミュージカル化された。脚本・演出は植田紳爾、演出は谷正純が担当した。この公演での主役は蘭子・ナターシャではなく三条薫に置き換えられている。三条薫役には当時の宝塚歌劇団雪組トップスターである高嶺ふぶきが、蘭子・ナターシャ役には同じくトップ娘役の花總まりが演じた。上演時にまだ作品が完結していなかったこともあり、この公演で上演された内容は序章の部分である。